# 舍诺梅
舍诺梅（法語：Chenommet，法語發音：[ʃənɔmɛ]）是法国夏朗德省的一个旧市镇，属于孔福朗区。2017年1月1日，舍诺梅与邻近的2个市镇合并为新市镇夏朗德河畔欧纳克。

## 地理
舍诺梅（45°56'12"N, 0°14'41"E）面积4.43 平方千米，位于法国新阿基坦大区夏朗德省，该省份为法国西部内陆省份，北起德塞夫勒省和维埃纳省，东临上维埃纳省，东南至多尔多涅省，南至多爾多涅省，西接滨海夏朗德省。
与舍诺梅接壤的市镇（或旧市镇、城区）包括：欧纳克、巴耶、舍农、库蒂尔、普尔萨克。
舍诺梅的时区为UTC+01:00、UTC+02:00（夏令时）。

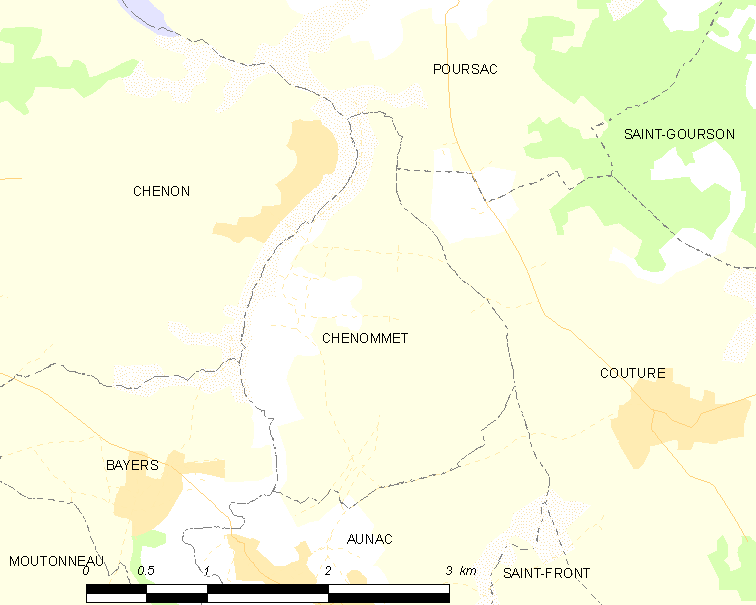
舍诺梅的OSM定位图

## 行政
舍诺梅的邮政编码为16460，INSEE市镇编码为16094。

## 政治
舍诺梅所属的省级选区为布瓦克斯-芒卢瓦县。

## 人口

1962-2008年间舍诺梅人口变化图示

舍诺梅于2017年1月1日时的人口数量为165人。